# Milad Intezar
Milad Intezar est un footballeur international afghan né le 4 novembre 1992 à Kaboul. Il évolue au poste de milieu de terrain avec le club néerlandais du VV SteDoCo.

## Biographie

### En club
Intezar naît à Kaboul en Afghanistan. À l'âge de quatre ans, il fuit avec sa famille son pays qui est ravagé par la guerre, et se réfugie aux Pays-Bas.
Formé au CVV Renkum puis au NEC Nimègue, c'est au TOP Oss qu'il commence sa carrière senior en 2011 en Eerste Divisie.
En 2012, il rejoint le DIO '30 Druten en Tweede Klasse (D6). 
En 2013, il s'engage avec le FC Lienden en Topklasse (D3). En 2014-15, le club termine premier de son groupe et s'impose aux playoffs, mais il refuse la promotion en Eerste Divisie. La saison suivante, Lienden finit encore premier de son groupe mais échoue aux playoffs. Avec la réforme de la structure pyramidale des ligues de football, le club accède à la Tweede Divisie. Il marque son premier but le 26 août 2017 lors d'une victoire 3-0 face au FC Lisse. À partir de la saison 2018-19, il est désigné capitaine mais ne peut empêcher la relégation en Topklasse.
Son contrat se terminant en juin 2020, il décide de signer un pré-contrat avec le VV SteDoCo en février 2020. Il fait ses débuts le 29 août en Coupe des Pays-Bas, lors d'une victoire 10-0 contre le SV Den Hoorn.

### En équipe nationale
Il honore sa première sélection en équipe d'Afghanistan le 5 septembre 2016, lors d'un match amical contre le Liban (défaite 2-0), où il sera expulsé.

## Palmarès

### En club
- Topklasse (D3)
  - Champion : 2014-15